# 芬頓

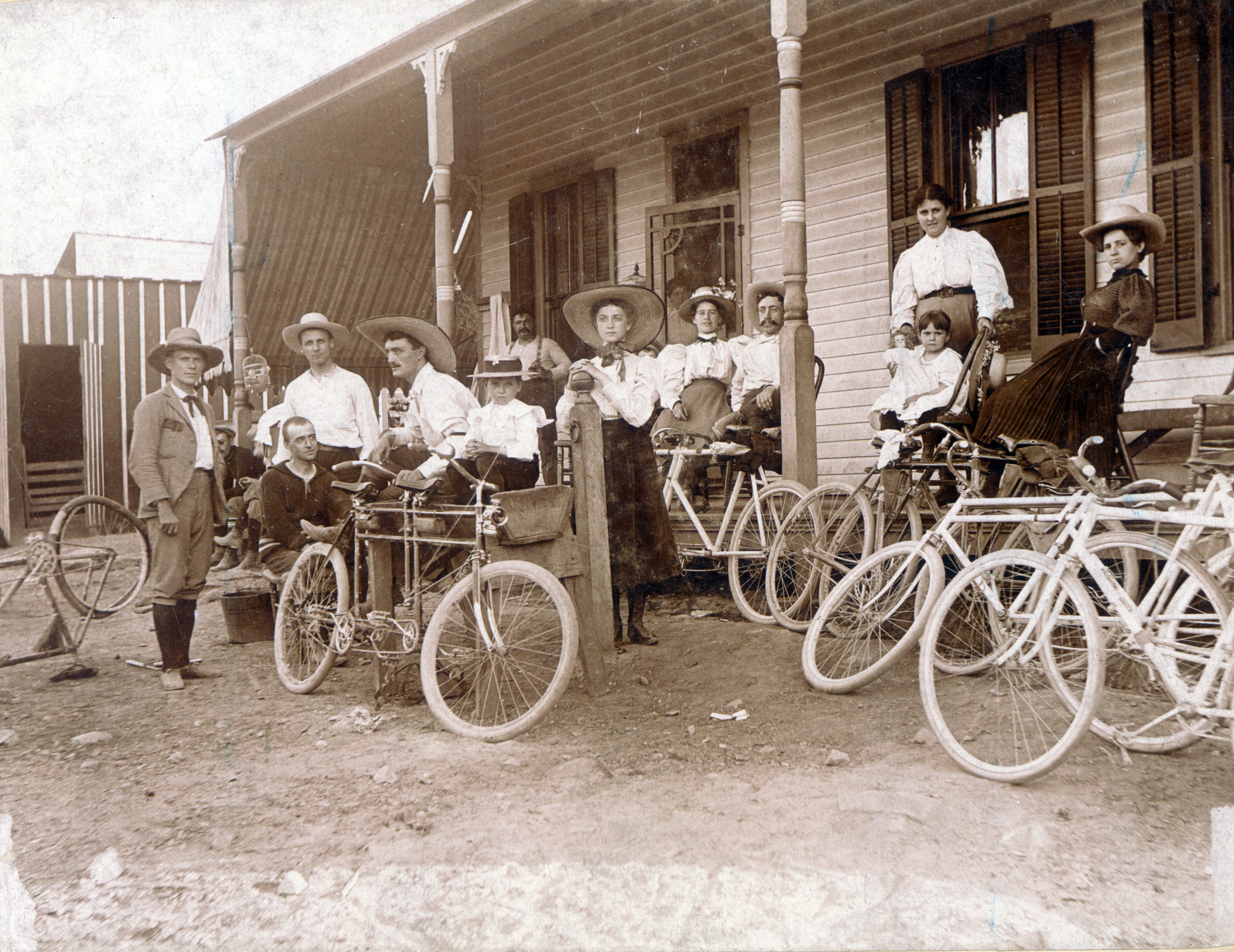
Bicycle party resting in Fenton, Missouri, September 12, 1897

芬頓(Fenton)是密蘇里州聖路易縣 (密蘇里州)的一個鄉鎮。在2010年人口普查人口是4022人。